# Rochdale
Rochdale er en markedsby i Greater Manchester. Den er administrationscenter og største by i distriktet Rochdale. Den ligger ved foden af naturområdet South Pennines ved floden Roch, 8,5 km nord-nordvest for Oldham, 15,8 km nord-nordøst for byen Manchester. Rochdale er omgivet af flere mindre bebyggelser som tilsammen udgør det administrative distrikt Rochdale med en befolkning på 211 699 indbyggere ved folketællingen i 2011. Byen Rochdale har 110.194(2016) indbyggere.
Den britiske bokser Ryan Walsh er født i Rochdale.